# Pyrota insulata
Pyrota insulata är en skalbaggsart som först beskrevs av Leconte 1858.  Pyrota insulata ingår i släktet Pyrota och familjen oljebaggar. Inga underarter finns listade i Catalogue of Life.